# 八千穂高原スキー場
八千穂高原スキー場（やちほこうげんスキーじょう）は、長野県南佐久郡佐久穂町にあるスキー場。

## 概要
ナイター営業は未実施。スノーボードは全面滑走可能。
佐久穂町町営であったが、平成31年度から民営となった(アドバンス株式会社に建物・車両の無償譲渡、土地・索道施設の無償貸与)。

## コース
８本のコースがある。
- 第1コース：全長500m、平均コース幅40m、最大斜度27度
- 第2コース：全長850m、平均コース幅35m、最大斜度30度
- 第３コース：全長650m、平均コース幅30m、最大斜度25度
- 第4コース：全長700m、平均コース幅40m、最大斜度27度
- アゼリアコース：全長1,300m、平均コース幅30m、最大斜度18度
- ファミリーコース：全長200m、最大斜度10度
- トライアルコース：全長300m、最大斜度28度
- アニカコース：全長450m、最大斜度18度

そのほかに新雪時のみオープンするプチツリーランコースもある。

## リフト
- 第１ペアリフト (628m,廃止)
- 第２ペアリフト (675m,6分)
- 第３ペアリフト (563m,5分)
- 第４ペアリフト (472m,4分)
- ファミリーペアリフト (180m,2分)

## アクセス
- 上信越自動車道：佐久IC36km
- 中央自動車道：須玉IC67km
- 中部横断自動車道:八千穂高原IC12km
- 駐車場600台完備